# Osasco (Brazylia)
Osasco – miasto w Brazylii, w stanie São Paulo.
Liczba mieszkańców w 2010 roku wynosiła 725 000.
W mieście rozwinął się przemysł metalurgiczny, maszynowy, włókienniczy, meblarski oraz spożywczy.
W mieście mają siedzibę kluby piłkarskie Grêmio Osasco Audax i Grêmio Esportivo Osasco.

## Miasta partnerskie
- Giumri, Armenia
- Xuzhou, Chińska Republika Ludowa
- Viana, Angola
- Tsu, Japonia
- Osasco, Włochy